# Buphagus erythrorynchus
La búfaga beccorosso (Buphagus erythrorynchus (Stanley, 1814)) è un uccello passeriforme della famiglia Buphagidae.

## Etimologia
Il nome scientifico della specie, erythrorynchus, deriva dal greco e significa "dal becco rosso", in riferimento alla livrea di questi uccelli: il nome comune altro non è che la traduzione di quello scientifico.

## Descrizione

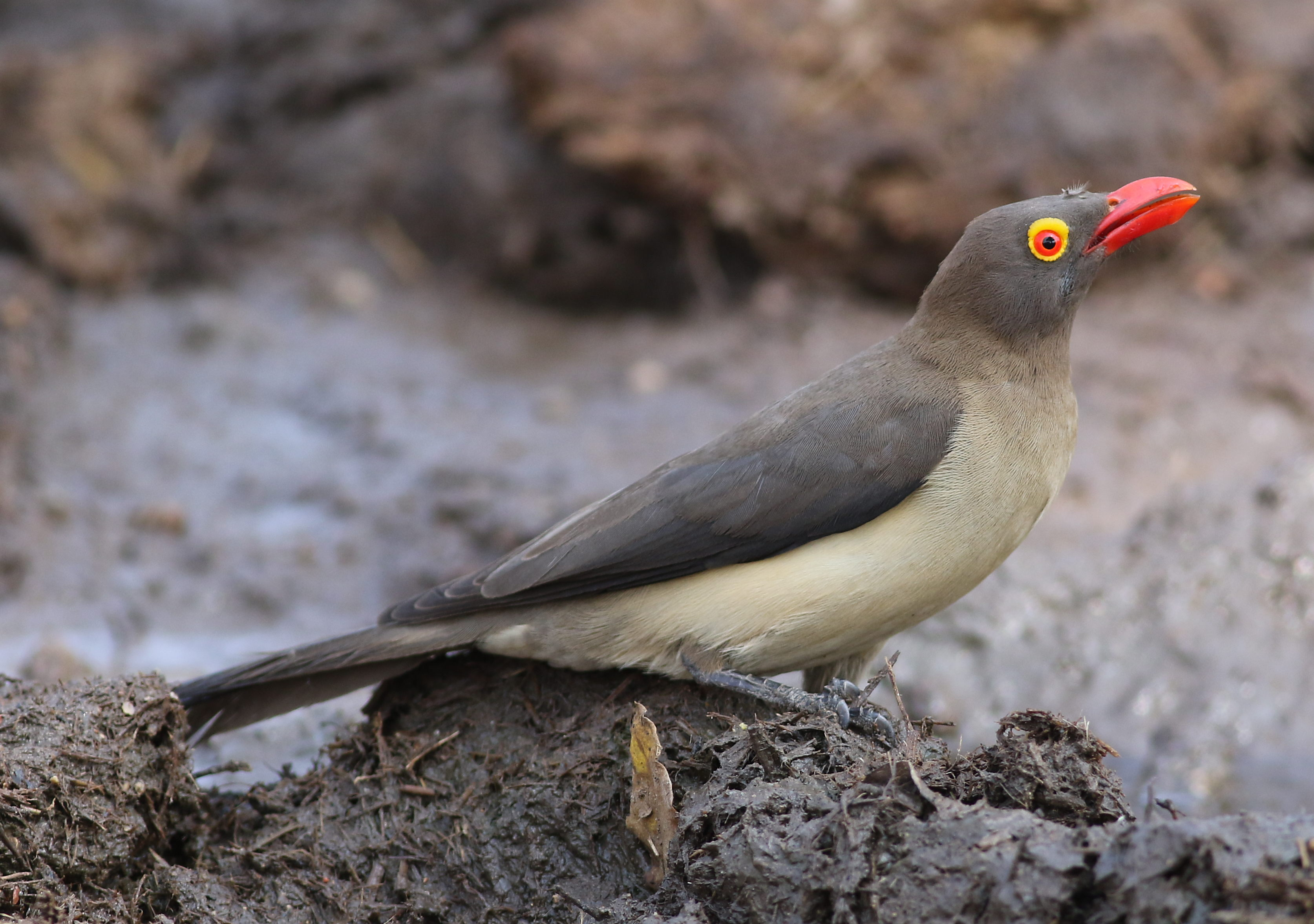
Esemplare al suolo nel parco nazionale Kruger.

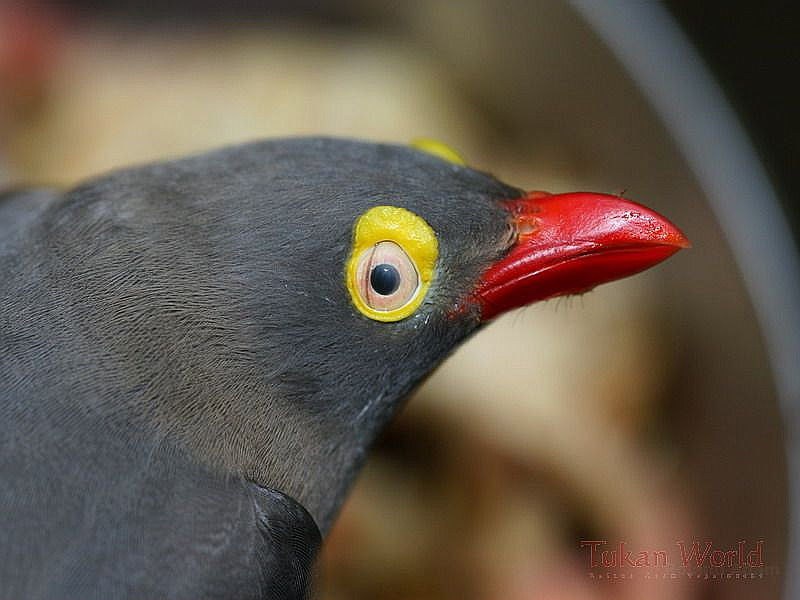
Primo piano di giovane.

### Dimensioni
Misura 20 cm di lunghezza, per 42-59 g di peso.

### Aspetto
Si tratta di uccelli dall'aspetto slanciato, muniti di piccola testa squadrata con becco robusto e tagliente, simile a quello delle averle, ali arrotondate, zampe forti e coda anch'essa forte e dall'estremità cuneiforme. 
Il piumaggio è piuttosto sobrio, con testa e dorso di colore bruno-grigiastro scuro, collo di un bruno leggermente più chiaro, ali e coda più scure e tendenti al bruno-nerastro e ventre di colore beige, col petto che è anch'esso beige, ma sfumato della stessa colorazione del collo.

Fra le bufaghe beccorosso sussiste una certa variabilità di colorazione a livello individuale, con esemplari dalla livrea più orientata verso il grigio o il verde oliva: nel complesso, tuttavia, le proporzioni di colorazione a livello di tonalità più o meno scura rimangono simili.
Come intuibile sia dal nome comune che dal nome scientifico, il becco è di color rosso corallo: gli occhi sono di color rosso arancio, con esteso cerchio perioculare glabro, caruncolato e di colore giallo. Le zampe sono nerastre.

## Biologia

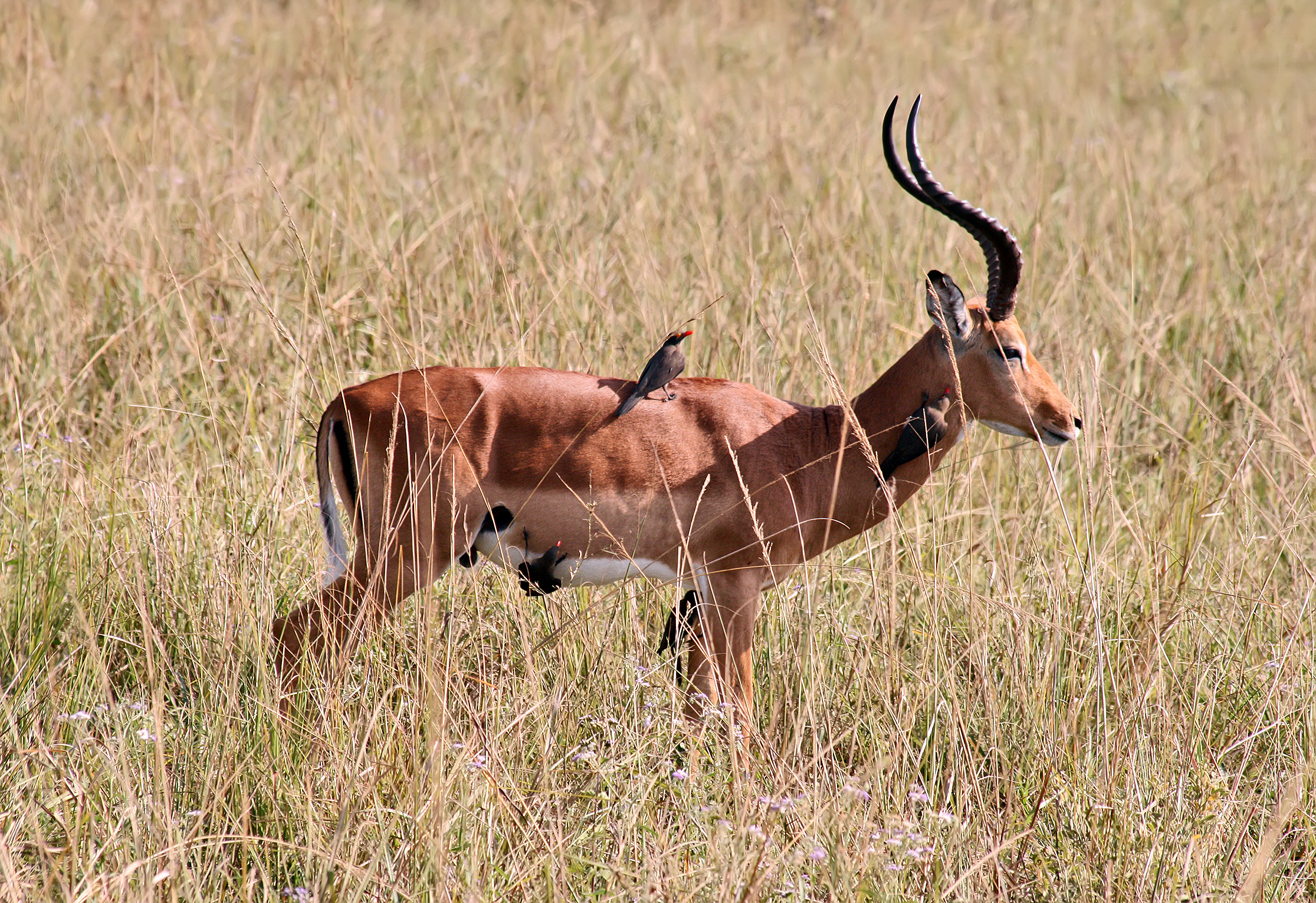
Esempalri su un impala.

La bufaga beccorosso è un uccello dalle abitudini di vita essenzialmente diurne, che durante il giorno si muove in gruppi familiari che non di rado convergono in stormi più numerosi.
Una delle caratteristiche più conosciute delle bufaghe, che le rende animali quasi iconici della savana africana, è il loro stretto legame coi grandi mammiferi erbivori: questi uccelli, infatti, passano gran parte della propria vita sul dorso della megafauna, cercando il cibo sulla pelle dei propri ospiti, dove avvengono anche il corteggiamento e l'accoppiamento. Sul far della sera, gli uccelli lasciano i propri ospiti, volando sugli alberi, dove passano la notte.
Rispetto all'affine bufaga beccogiallo, questa specie presenta richiami più melodiosi, composti da singole note fischiate.

### Alimentazione

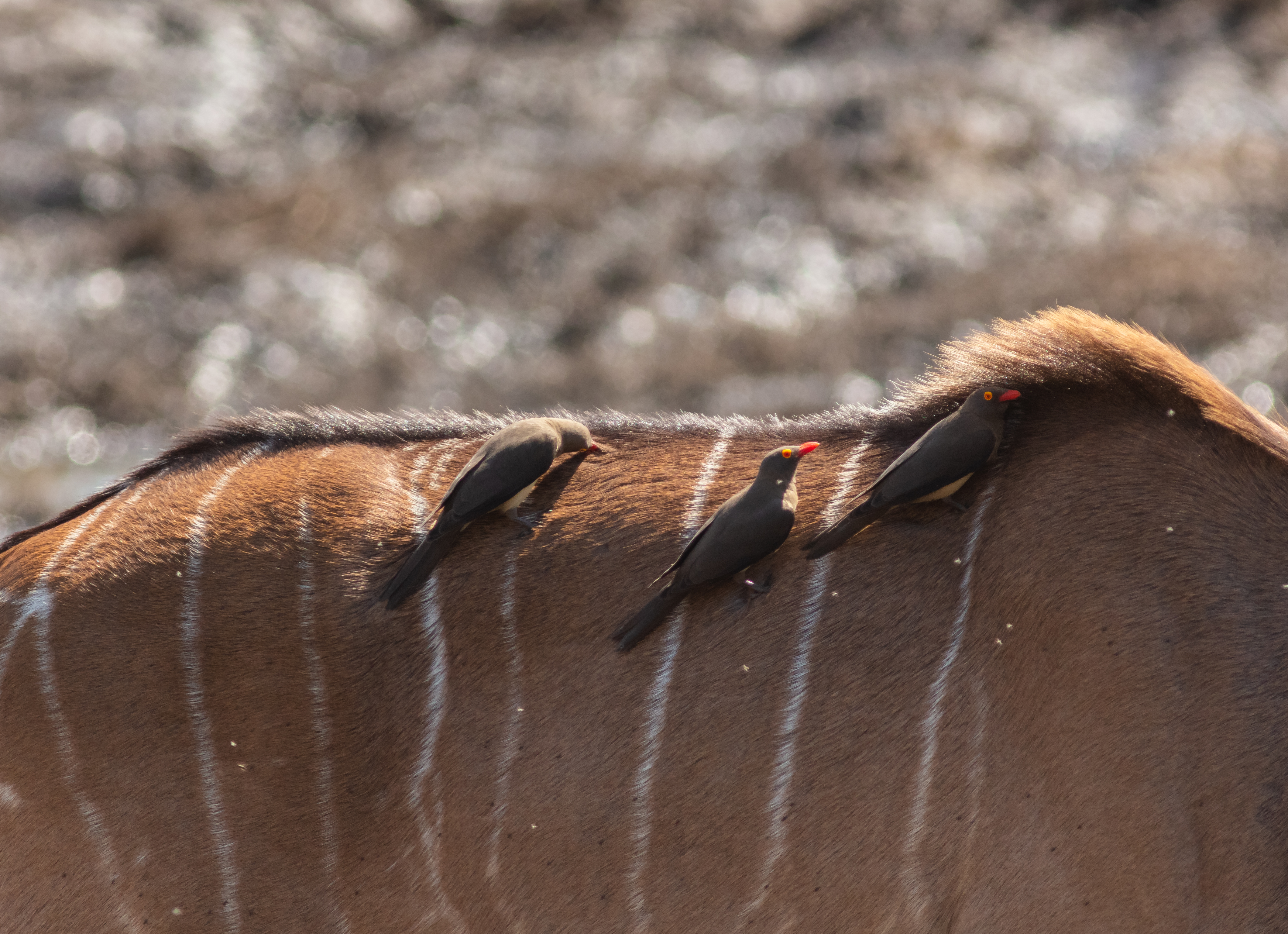
Esemplari su un impala.

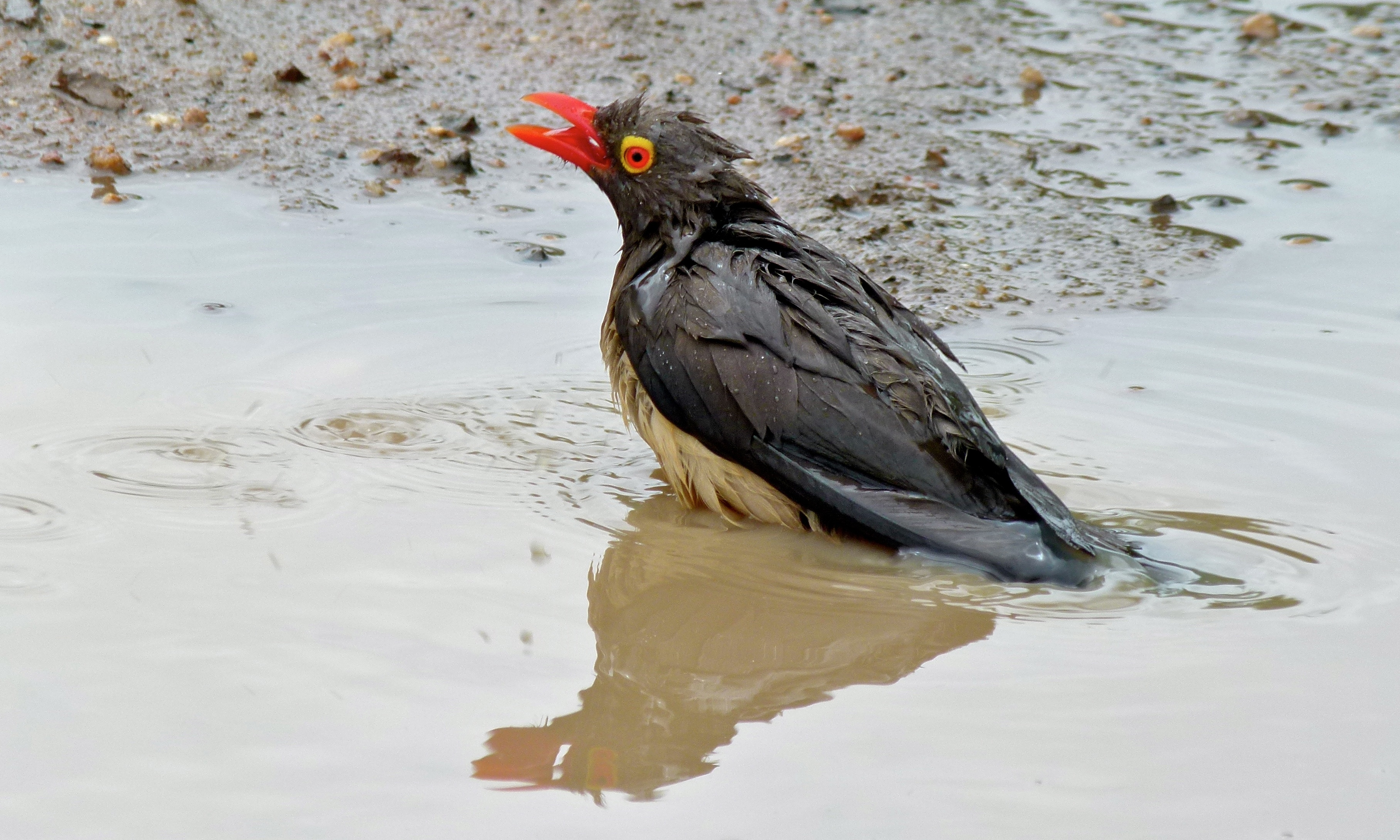
Esemplare al bagno in Sudafrica.

La dieta della bufaga beccorosso è essenzialmente insettivora: questi uccelli si nutrono infatti prevalentemente di insetti e delle loro larve, zecche, acari, pidocchi ed altri parassiti rinvenuti sulla pelle dei propri ospiti o sotto di essa, incidendo l'epidermide col becco affilato. Una bufaga beccorosso si nutre in media di un centinaio di zecche al giorno, o di oltre diecimila larve d'insetto.
La dieta di questi uccelli è anche in una certa misura ematofaga, consistendo nel sangue dei propri ospiti, sia in maniera indiretta (cibandosi dei parassiti che si nutrono di sangue) che bevendo direttamente il sangue (e cibandosi parimenti di brandelli di carne e grasso) che fuoriesce dalle ferite.

### Riproduzione

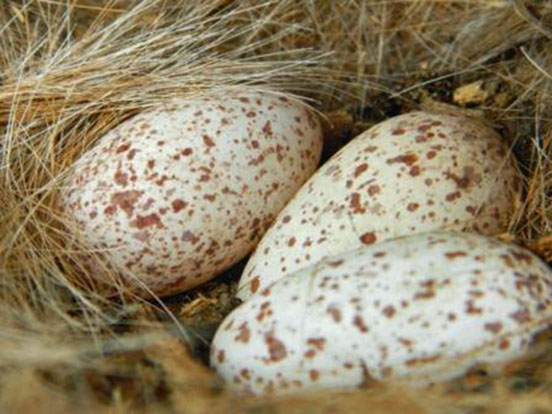
Uova in un nido creato con pelo di impala.

Si tratta di uccelli rigorosamente monogami, che si riproducono in genere subito dopo la stagione delle piogge, da gennaio ad aprile e in alcuni casi fino ad agosto: durante la stagione degli amori, le coppie si sganciano dagli stormi d'appartenenza e divengono piuttosto territoriali.
Il nido della bufaga beccorosso viene ricavato foderando una cavità (che può essere situata all'interno del tronco di un albero morto, di un muro o in un nido abbandonato) con del pelame e delle fibre vegetali: al suo interno la femmina depone 2-5 (solitamente tre) uova bianco-rosate con punteggiatura arancio-rossiccia, che provvede a covare per circa due settimane.

I pulli sono ciechi ed implumi alla schiusa: essi vengono imbeccati e accuditi da ambedue i genitori. L'involo avviene verso le tre settimane di vita: i giovani, tuttavia, continuano a rimanere coi genitori ancora per almeno un'altra ventina di giorni, seguendoli durante i loro spostamenti diurni e chiedendo loro (sebbene via via sempre più sporadicamente) l'imbeccata.

## Distribuzione e habitat

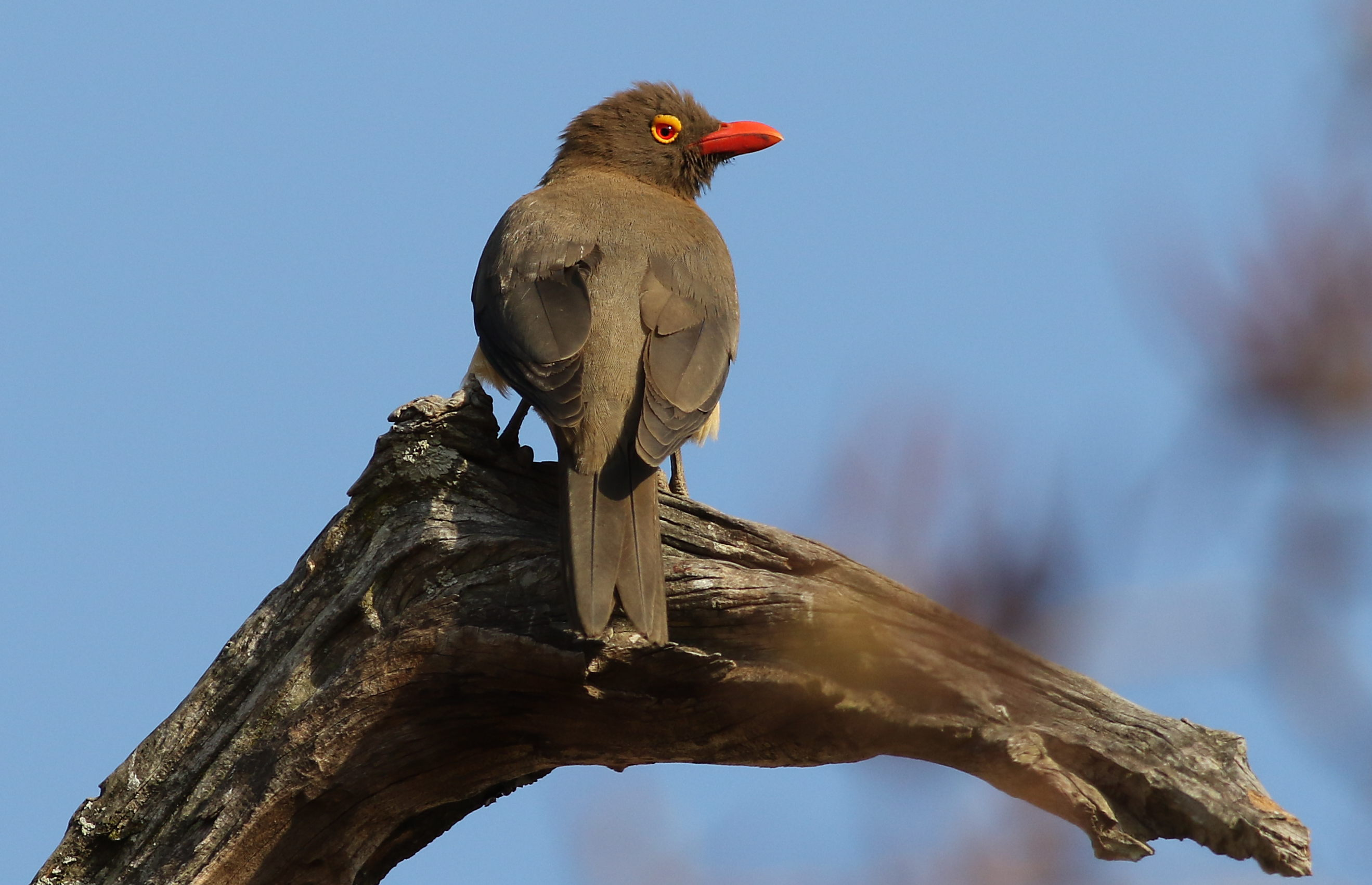
Esemplare nel parco nazionale Kruger.

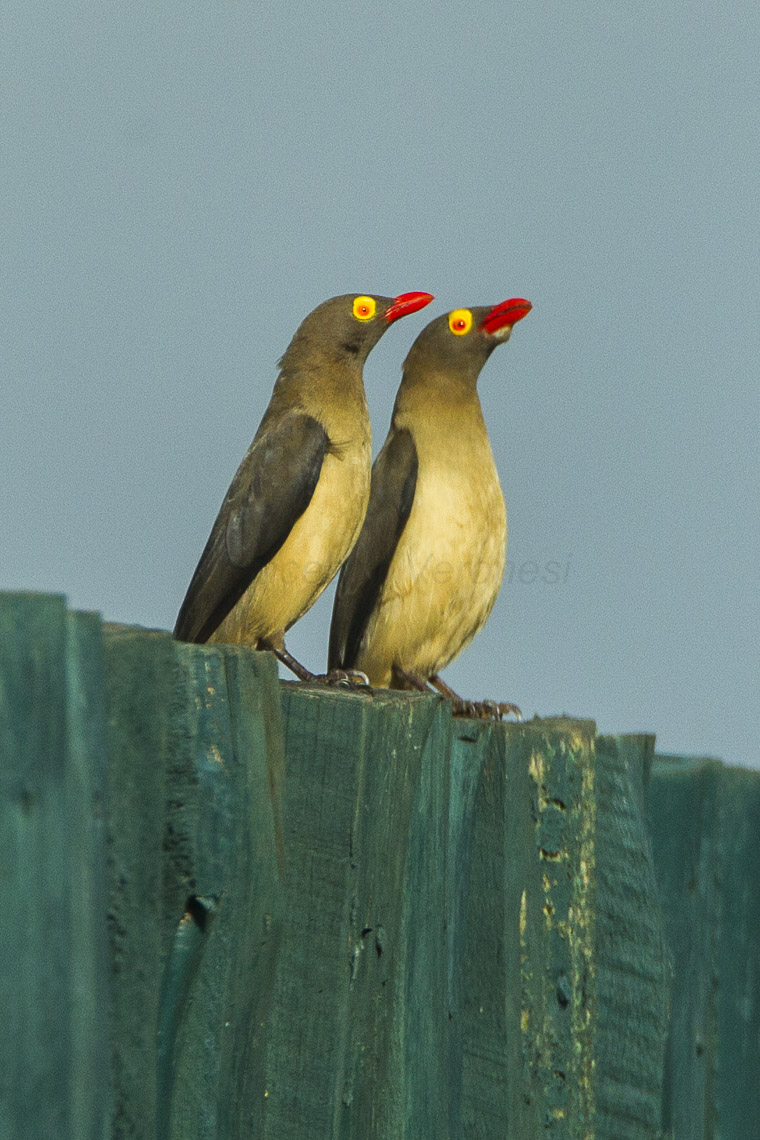
Due esemplari in Kenya.

La bufaga beccorosso vive in Africa orientale ed australe, occupando un areale che comprende il corno d'Africa (Eritrea meridionale e sud-occidentale, Etiopia, Somalia settentrionale, occidentale e meridionale, Gibuti), l'estremità sud-orientale del Sudan del sud e forse anche del Sudan, gran parte del Kenya (tranne il nord del Paese), l'Uganda orientale e settentrionale, la Tanzania centrale, il Katanga, lo Zambia, il Malawi, il dito di Caprivi, l'Angola sud-orientale, lo Zimbabwe, il Botswana orientale e settentrionale, lo Swaziland, il Sudafrica nord-orientale ed il sud del Mozambico.
L'habitat di questi uccelli è rappresentato dalla savana, dal miombo e dai pascoli, con presenza di alberi isolati e saltuariamente di macchie cespugliose, fino a 3000 m di quota.

## Tassonomia
Alcuni autori riconoscerebbero le sottospecie caffer del Limpopo, scotinus della provincia di Inhambane, invictus dell'Oltregiuba, angolensis dell'Angola e bestiarum del sud dello Zimbabwe: la bufaga beccorosso è tuttavia considerata monotipica.